# Wapen van Riethoven

Wapen van Riethoven

Het wapen van Riethoven werd op 14 oktober 1818 verleend door de Hoge Raad van Adel aan de Noord-Brabantse gemeente Riethoven. Op 26 september 1945 werd een nieuw wapendiploma verstrekt omdat het oude zoek was. Per 1997 ging Riethoven op in de gemeente Bergeijk. Het wapen van Riethoven is daardoor definitief komen te vervallen als gemeentewapen.

## Blazoenering
De blazoenering van het wapen luidde als volgt:
Van lazuur, beladen met het beeld van St. Willebrordus van goud.
De heraldische kleuren zijn lazuur (blauw) en goud (goud of geel). Dit zijn de rijkskleuren. Niet vermeld wordt dat de heilige in zijn rechterhand een kerk omhooghoudend vasthoudt en in zijn linkerhand een kromstaf.

## Verklaring
Tot 1468 behoorde Riethoven tot de schepenbank van Eersel, daarna tot de schepenbank van Bergeijk, Westerhoven, en Riethoven. Pas in 1810 is het als gemeente een zelfstandige eenheid geworden. Er was dus geen bestaand wapen of zegel voorhanden dat kon worden gebruikt als gemeentewapen. De heilige Willibrordus is de parochieheilige in Riethoven.